# Stanisław Niemyski

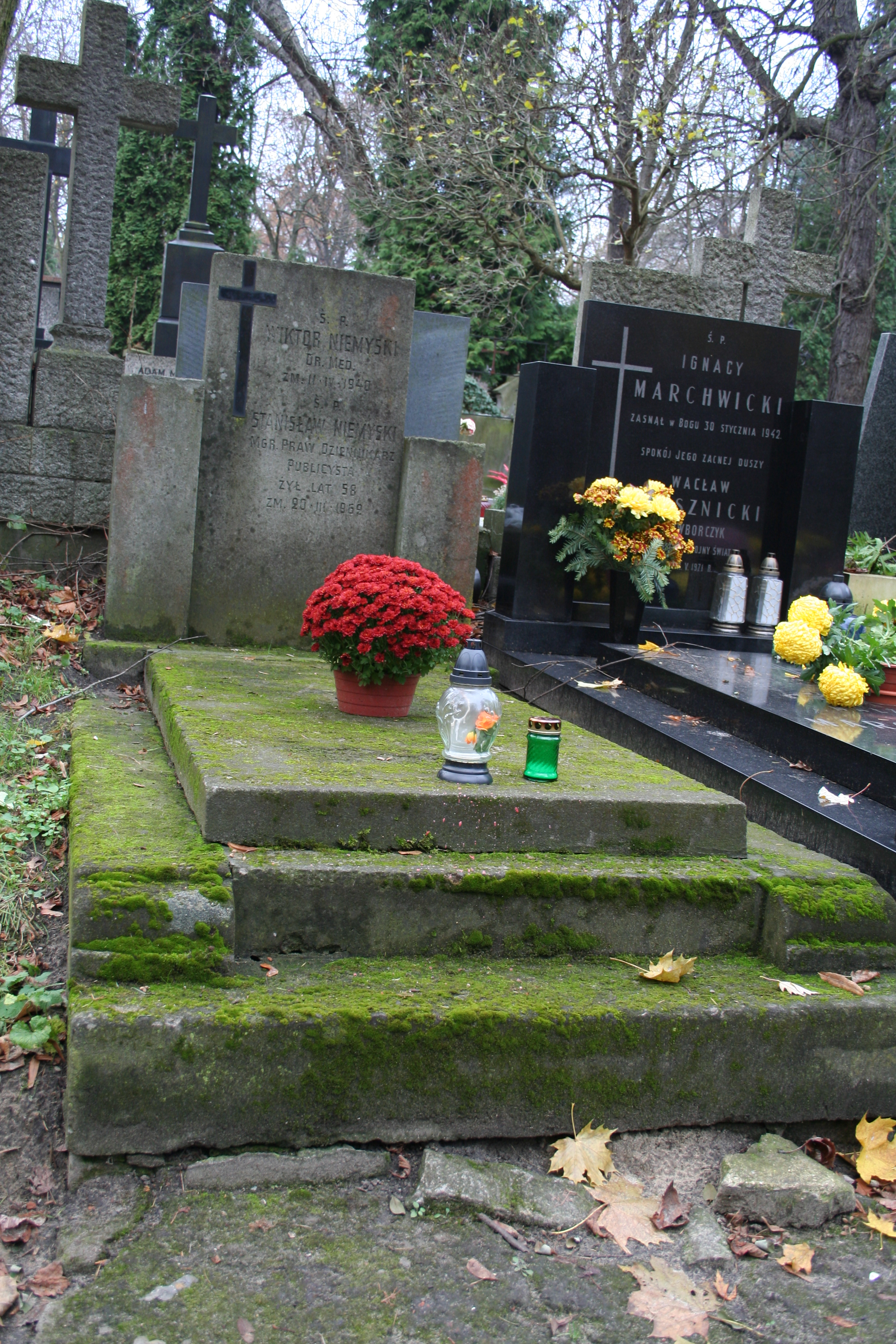
Grób Stanisława Niemyskiego na warszawskim cmentarzu Powązkowskim

Stanisław Niemyski (ur. 21 lipca 1904 w Warszawie, zm. 20 marca 1962 tamże) – działacz socjalistyczny i związkowy. Dziennikarz.

## Życiorys
Od 1920 do 1924 działacz Związku Polskiej Młodzieży Socjalistycznej i od 1924 do 1928 członek Związku Niezależnej Młodzieży Socjalistycznej.
Od 1922 członek Polskiej Partii Socjalistycznej. m.in. sekretarz Dzielnicy „Jerozolima” w Warszawie. Od 1924 do 1936  Sekretarz Komitetu Wykonawczego Organizacji Młodzieży Towarzystwa Uniwersytetu Robotniczego (OM TUR).
Działacz Związku Zawodowego Robotników Rolnych RP (1926 - 1939), zastępca sekretarza generalnego Rady Głównej Związku Zawodowego Małorolnych RP (1930 - 1939), sekretarz oddziału warszawskiego Związku Zawodowego Pracowników Komunalnych i Użyteczności Publicznej w Polsce (1936 - 1939).
Współpracownik i redaktor „Robotnika” (1924 - 1939), „Chłopskiej Prawdy”, Pobudki”, „Dziennika Popularnego”, Wielokrotnie aresztowany za działalność polityczną. łącznie spędził w więzieniach ponad 4 lata.
We wrześniu 1939 ochotniczo brał udział w obronie Warszawy jako żołnierz Robotniczej Brygady Obrony Warszawy. W czasie okupacji członek PPS-WRN. Pod pseudonimem „Stasiek„” był członkiem trzyosobowego Wydziału Prasy przy CKR, kierowanego przez Zygmunta Zarembę. Redagował pisma „WRN”, a następnie „Robotnika”, „Wieś i Miasto”.
Po 1945 członek „lubelskiej” PPS, członek Centralnego Wydziału Wiejskiego i redaktor naczelny pisma „Chłopska Prawda” (1945 - 1948), współpracownik „Robotnika” (1946 - 1948).
Stanisław Niemyski spoczywa na cmentarzu Powązkowskim w Warszawie (kw. 229–I–10).